# HD 224404
HD 224404，又名BD+59 2795，SAO 35922、HR 9063，是一颗恒星，视星等为6.47，位于銀經116.24，銀緯-2.15，其B1900.0坐标为赤經23h 52m 30.9s，赤緯+59° -2.15′ 1″。